# زمین‌لرزه ۲ اکتبر ۱۹۷۴ پرو
زمین‌لرزه پرو  در تاریخ ۲ اکتبر ۱۹۷۴ میلادی، برابر با ‎۱۰ مهر ۱۳۵۳، ساعت ۲:۵۴:۵۹ به زمان یوتی‌سی در پرو رخ داد. ژرفای این زلزله ۲۰٫۵ کیلومتر بود، و بزرگی آن ۵٫۷ در مقیاس Mb اعلام شده‌است. زمین‌لرزه به وقت محلی در روز سه‌شنبه، ساعت ۲۱ روی داده و منطقه زمانی آن یوتی‌سی -۵ بوده‌است .
سازمان زمین‌شناسی آمریکا نیز رومرکز این زمین‌لرزه را در مختصات ۵°۵۴′۲۲″جنوبی ۸۱°۰۵′۳۵″غربی / ۵٫۹۰۶°جنوبی ۸۱٫۰۹۳°غربی و ژرفای آنرا در ۵ کیلومتر گزارش کرده است. بزرگی برگزیدهٔ این سازمان از میان بزرگیهای محاسبه‌شدهٔ مختلف ۵٫۷ در مقیاس بوده و از دید اثر، در میان چهار دسته‌بندی «نامحسوس»، «محسوس»، «زیان‌آور» یا «با تلفات»، زلزله را «محسوس» اعلام کرده‌است.